# Campeonato Mundial de Natação em Piscina Curta de 2021 - 100 m peito masculino
A prova dos 100 metros nado peito masculino do Campeonato Mundial de Natação em Piscina Curta de 2021 foi disputado entre 16 e 17 de dezembro de 2021, na Etihad Arena, em Abu Dhabi, nos Emirados Árabes Unidos.

## Recordes
Antes desta competição, os recordes mundiais e do campeonato nesta prova eram os seguintes:
|                       | Nome                  | Nacionalidade | Tempo | Local     | Data                   |
| --------------------- | --------------------- | ------------- | ----- | --------- | ---------------------- |
| Recorde mundial       | Ilya Shymanovich      | Bielorrússia  | 55.28 | Eindhoven | 26 de novembro de 2021 |
| Recorde do campeonato | Cameron van der Burgh | África do Sul | 56.01 | Hangzhou  | 12 de dezembro de 2018 |

Os seguintes recordes mundiais ou do campeonato foram estabelecidos durante esta competição:
| Data           | Evento | Nome             | Nacionalidade | Tempo | Notas                 |
| -------------- | ------ | ---------------- | ------------- | ----- | --------------------- |
| 17 de dezembro | Final  | Ilya Shymanovich | Bielorrússia  | 55.70 | Recorde do campeonato |

## Medalhistas
| Ouro                   | Prata                    | Bronze         |
| Ilya Shymanovich (BLR) | Nicolò Martinenghi (ITA) | Nic Fink (USA) |

## Resultados

### Eliminatórias
As eliminatórias ocorreram dia 16 de dezembro com um total de 62 nadadores.
| Colocação | Bateria | Raia | Nadador                     | Nacionalidade              | Tempo   | Notas            |
| --------- | ------- | ---- | --------------------------- | -------------------------- | ------- | ---------------- |
| 1         | 7       | 5    | Arno Kamminga               | Países Baixos              | 56.19   | Q                |
| 2         | 7       | 4    | Ilya Shymanovich            | Bielorrússia               | 56.20   | Q                |
| 3         | 6       | 5    | Nic Fink                    | Estados Unidos             | 57.02   | Q                |
| 4         | 5       | 5    | Fabian Schwingenschlögl     | Alemanha                   | 57.07   | Q                |
| 5         | 6       | 4    | Nicolò Martinenghi          | Itália                     | 57.43   | Q                |
| 6         | 5       | 1    | Yan Zibei                   | China                      | 57.45   | Q                |
| 7         | 5       | 2    | Antoine Viquerat            | França                     | 57.53   | Q                |
| 8         | 7       | 7    | Michael Andrew              | Estados Unidos             | 57.54   | Q                |
| 9         | 7       | 3    | Danil Semianinov            | Federação Russa de Natação | 57.66   | Q                |
| 10        | 6       | 7    | Matěj Zábojník              | Chéquia                    | 57.71   | Q,               |
| 11        | 6       | 3    | Bernhard Reitshammer        | Áustria                    | 57.76   | Q                |
| 12        | 6       | 6    | Berkay Ömer Öğretir         | Turquia                    | 57.79   | Q                |
| 13        | 5       | 6    | Erik Persson                | Suécia                     | 57.86   | Q                |
| 14        | 6       | 0    | Qin Haiyang                 | China                      | 57.88   | Q                |
| 15        | 7       | 0    | Lucas Matzerath             | Alemanha                   | 58.07   | Q                |
| 16        | 5       | 3    | Oleg Kostin                 | Federação Russa de Natação | 58.11   | Q                |
| 17        | 7       | 2    | Christopher Rothbauer       | Áustria                    | 58.12   |                  |
| 18        | 7       | 6    | Tobias Bjerg                | Dinamarca                  | 58.17   |                  |
| 19        | 7       | 9    | Lyubomir Epitropov          | Bulgária                   | 58.27   | Recorde nacional |
| 20        | 5       | 7    | Olli Kokko                  | Finlândia                  | 58.31   |                  |
| 21        | 6       | 2    | Andrius Šidlauskas          | Lituânia                   | 58.33   |                  |
| 22        | 4       | 5    | Josué Domínguez             | República Dominicana       | 58.44   | Recorde nacional |
| 23        | 7       | 1    | Kristian Pitshugin          | Israel                     | 58.49   |                  |
| 24        | 2       | 2    | Jadon Wuilliez              | Antígua e Barbuda          | 58.73   | Recorde nacional |
| 25        | 4       | 1    | Julio Horrego               | Honduras                   | 58.80   | Recorde nacional |
| 26        | 4       | 0    | Youssef El-Kamash           | Egito                      | 59.18   | Recorde nacional |
| 27        | 6       | 9    | Volodymyr Lisovets          | Ucrânia                    | 59.25   |                  |
| 28        | 6       | 8    | André Klippenberg Grindheim | Noruega                    | 59.26   |                  |
| 29        | 5       | 8    | Tomáš Klobučník             | Eslováquia                 | 59.35   |                  |
| 30        | 3       | 7    | Mariano Lazzerini           | Chile                      | 59.61   | Recorde nacional |
| 30        | 4       | 3    | Izaak Bastian               | Bahamas                    | 59.61   | Recorde nacional |
| 32        | 3       | 5    | Phạm Thanh Bảo              | Vietname                   | 1:00.05 |                  |
| 33        | 4       | 8    | Constantin Malachi          | Moldávia                   | 1:00.37 |                  |
| 34        | 3       | 2    | Adriel Sanes                | Ilhas Virgens Americanas   | 1:00.59 | Recorde nacional |
| 35        | 4       | 7    | Miguel de Lara              | México                     | 1:00.61 |                  |
| 36        | 3       | 6    | Sebastian Cook              | Filipinas                  | 1:00.75 |                  |
| 37        | 3       | 4    | Abobakr Abass               | Sudão                      | 1:01.15 | Recorde nacional |
| 38        | 2       | 4    | Kledi Kadiu                 | Albânia                    | 1:01.34 |                  |
| 38        | 3       | 1    | Alexandre Grand'Pierre      | Haiti                      | 1:01.34 | Recorde nacional |
| 40        | 4       | 9    | Ronan Wantenaar             | Namíbia                    | 1:01.36 |                  |
| 41        | 3       | 3    | Martin Melconian            | Uruguai                    | 1:01.58 |                  |
| 42        | 4       | 2    | Patrick Pelegrina           | Andorra                    | 1:01.99 |                  |
| 43        | 2       | 5    | Arnoldo Herrera             | Costa Rica                 | 1:02.24 |                  |
| 44        | 3       | 0    | Giacomo Casadei             | San Marino                 | 1:02.86 | Recorde nacional |
| 45        | 3       | 9    | Filipe Gomes                | Malawi                     | 1:03.21 |                  |
| 46        | 2       | 3    | Liam Davis                  | Zimbabwe                   | 1:03.29 |                  |
| 47        | 3       | 8    | Jonathan Chung Yee          | Ilhas Maurícias            | 1:03.78 |                  |
| 48        | 2       | 6    | Muhammad Isa Ahmad          | Brunei                     | 1:04.09 |                  |
| 49        | 4       | 6    | Sébastien Kouma             | Mali                       | 1:04.16 |                  |
| 50        | 1       | 5    | Saud Ghali                  | Bahrein                    | 1:04.82 |                  |
| 51        | 2       | 7    | Bransly Dirksz              | Aruba                      | 1:05.32 |                  |
| 52        | 2       | 0    | Marc Dansou                 | Benim                      | 1:07.33 |                  |
| 53        | 2       | 8    | Bryson George               | São Vicente e Granadinas   | 1:07.73 |                  |
| 54        | 1       | 6    | Ahmed Al-Hassani            | Iraque                     | 1:07.98 |                  |
| 55        | 2       | 1    | Omar Al-Hatem               | Kuwait                     | 1:08.40 |                  |
| 56        | 1       | 3    | Mohamed Hammad              | Emirados Árabes Unidos     | 1:08.94 |                  |
| 57        | 1       | 4    | João Gomes Júnior           | Brasil                     | DSQ     |                  |
| 57        | 2       | 9    | Mohamed Kamara              | Serra Leoa                 | DSQ     |                  |
| 57        | 4       | 4    | Michael Ng                  | Hong Kong                  | DSQ     |                  |
| 57        | 5       | 0    | Cho Sung-jae                | Coreia do Sul              | DSQ     |                  |
| 57        | 5       | 4    | Emre Sakçı                  | Turquia                    | DSQ     |                  |
| 57        | 6       | 1    | Denis Petrashov             | Quirguistão                | DSQ     |                  |
| 57        | 5       | 9    | Jorge Murillo               | Colômbia                   | DNS     |                  |
| 57        | 7       | 8    | Maximillian Ang             | Singapura                  | DNS     |                  |

### Semifinal
A semifinal ocorreu dia 16 de dezembro.
| Colocação | Bateria | Raia | Nadador                 | Nacionalidade              | Tempo | Notas            |
| --------- | ------- | ---- | ----------------------- | -------------------------- | ----- | ---------------- |
| 1         | 2       | 4    | Arno Kamminga           | Países Baixos              | 56.41 | Q                |
| 2         | 2       | 5    | Nic Fink                | Estados Unidos             | 56.48 | Q                |
| 3         | 1       | 4    | Ilya Shymanovich        | Bielorrússia               | 56.54 | Q                |
| 4         | 1       | 5    | Fabian Schwingenschlögl | Alemanha                   | 56.80 | Q                |
| 5         | 2       | 3    | Nicolò Martinenghi      | Itália                     | 56.81 | Q                |
| 6         | 1       | 3    | Yan Zibei               | China                      | 57.19 | Q                |
| 7         | 1       | 1    | Qin Haiyang             | China                      | 57.23 | Q                |
| 8         | 1       | 7    | Berkay Ömer Öğretir     | Turquia                    | 57.34 | Q                |
| 9         | 2       | 2    | Danil Semianinov        | Federação Russa de Natação | 57.39 |                  |
| 10        | 2       | 6    | Antoine Viquerat        | França                     | 57.53 |                  |
| 11        | 2       | 8    | Lucas Matzerath         | Alemanha                   | 57.57 |                  |
| 12        | 1       | 2    | Matěj Zábojník          | Chéquia                    | 57.59 | Recorde nacional |
| 13        | 2       | 7    | Bernhard Reitshammer    | Áustria                    | 57.68 |                  |
| 14        | 1       | 6    | Michael Andrew          | Estados Unidos             | 57.83 |                  |
| 15        | 2       | 1    | Erik Persson            | Suécia                     | 57.86 |                  |
| 16        | 1       | 8    | Oleg Kostin             | Federação Russa de Natação | 58.08 |                  |

### Final
A final foi realizada em 17 de dezembro.
| Colocação         | Raia | Nadador                 | Nacionalidade  | Tempo | Notas                 |
| ----------------- | ---- | ----------------------- | -------------- | ----- | --------------------- |
| Medalha de ouro   | 3    | Ilya Shymanovich        | Bielorrússia   | 55.70 | Recorde do campeonato |
| Medalha de prata  | 2    | Nicolò Martinenghi      | Itália         | 55.80 |                       |
| Medalha de bronze | 5    | Nic Fink                | Estados Unidos | 55.87 |                       |
| 4                 | 4    | Arno Kamminga           | Países Baixos  | 56.06 |                       |
| 5                 | 6    | Fabian Schwingenschlögl | Alemanha       | 56.29 |                       |
| 6                 | 1    | Qin Haiyang             | China          | 56.77 |                       |
| 7                 | 7    | Yan Zibei               | China          | 56.86 |                       |
| 8                 | 8    | Berkay Ömer Öğretir     | Turquia        | 57.17 |                       |

Legenda
| Recorde mundial       | Recorde mundial (World record)               |                       | Recorde africano                      | Recorde africano (African) |                                           | Q | Classificado por posição (Qualified) |
| Recorde do campeonato | Recorde do campeonato (Championship record)  | Recorde da América    | Recorde da América (Americas)         | q                          | Classificado por melhor tempo (Qualified) |   |                                      |
| Melhor marca do ano   | Melhor marca do ano (World leading)          | Recorde asiático      | Recorde asiático (Asian)              | DNS                        | Não largou (Did not start)                |   |                                      |
| Recorde nacional      | Recorde nacional (National record)           | Recorde europeu       | Recorde europeu (European)            | DNF                        | Não terminou (Did not finish)             |   |                                      |
| Recorde pessoal       | Recorde pessoal do atleta (Personal best)    | Recorde da Oceania    | Recorde da Oceania (Oceania)          | DSQ / DQ                   | Desclassificado (Disqualified)            |   |                                      |
| Recorde da temporada  | Recorde da temporada do atleta (Season best) | Recorde sul-americano | Recorde sul-americano (South America) | NM                         | Sem marca (No mark)                       |   |                                      |